# Let Me Get By
Let Me Get è il terzo album in studio del gruppo blues-rock Tedeschi Trucks Band, pubblicato nel 2016.
Durante le pause del tour nei primi mesi del 2015, la band ha usato l'home studio a Jacksonville, in Florida, per registrare l'album. A differenza del loro album precedente, Let Me Be Get By è stato scritto interamente dalla band, con l'aiuto di Doyle Bramhall II. Trucks ha prodotto l'album stesso, dopo aver co-prodotto gli album precedenti della band.

## Accoglienza
Thom Jurek di AllMusic ha scritto "Un'ovvia offerta di studio, è calda e risonante, è scoppiettante di energia e idee ... Il TTB non è mai stato così organico, rilassato e libero. Ce n'era bisogno".
Will Hermes di Rolling Stone ha scritto: "Tedeschi ha un taglio, un fascino e uno stile da operaio che con il cantante polivalente Mike Mattison ... e gli altri solisti, porta ad avere una band maggiore della somma delle sue parti e che continua a crescere".
PopMatters ha scritto dell'album "I dischi precedenti della Tedeschi Trucks Band avevano il loro fascino e partiture più elevate, questo è un disco che funziona dalla prima all'ultima nota ed è un progresso da parte di una band che merita tutte le cose positive derivanti dalla registrazione di questo disco".

## Tracce
1. Anyhow – 6:34
2. Laugh About It – 5:06
3. Don't Know What It Means – 5:58
4. Right on Time – 4:33
5. Let Me Get By – 4:25
6. Just as Strange – 3:41
7. Crying Over You / Swamp Raga for Holzapfel, Lefebvre, Flute and Harmonium – 8:03
8. Hear Me – 4:32
9. I Want More – 7:15
10. In Every Heart – 6:21